# Essida de sos candhaleris
del cielo regina,

Nulvi si inchina

prostrata ai Tuoi pied

Nulvi si inchina

prostrata ai tuoi pied
La fede degli avi, sincera e ardente
Nulvi credente sta sempre con te»
(Canto di benedizione del candeliere)
Sa Essìda de sos candhaleris ("L'Uscita dei candelieri") è una manifestazione cattolica con macchine votive a spalla - denominate candelieri - che si svolge a Nulvi (SS) ogni 14 agosto in onore della Vergine Assunta. In Sardegna la manifestazione è simile a quelle che si svolgono a Sassari (Faradda di li candareri), Iglesias (festa di Sancta Maria di Mezo di Gosto) e Ploaghe.

## Gremi

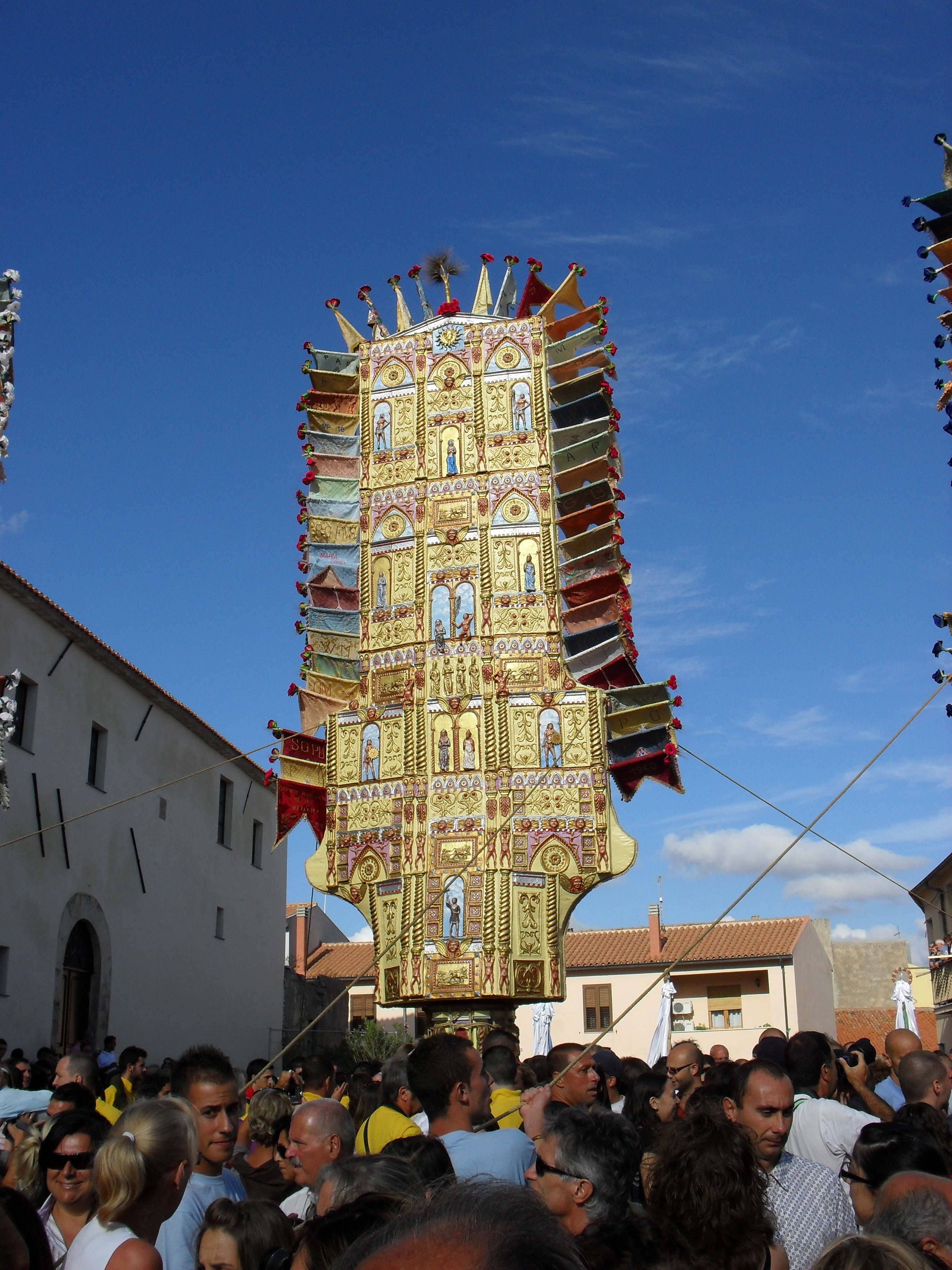
candeliere agricoltori

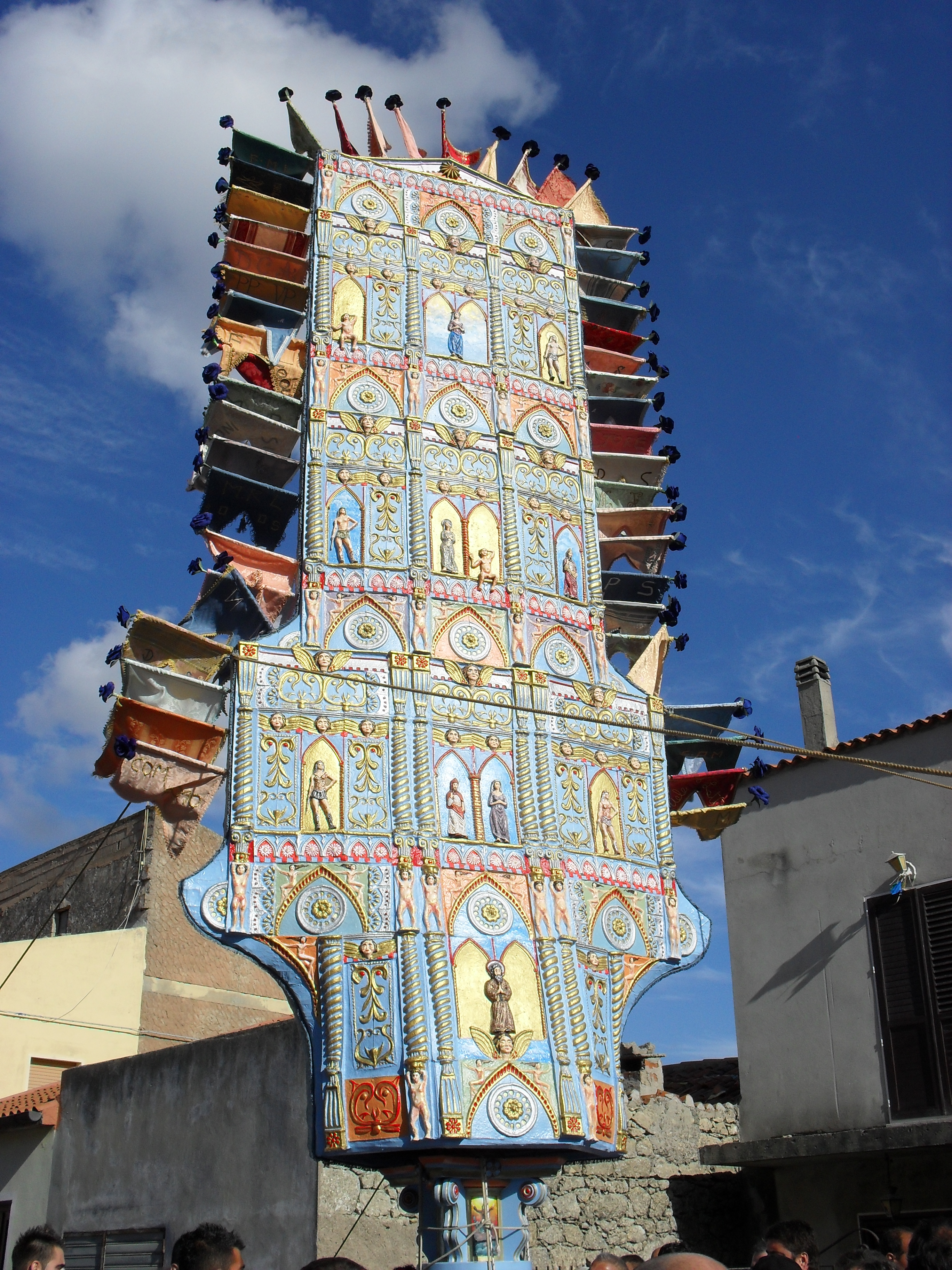
candeliere artigiani

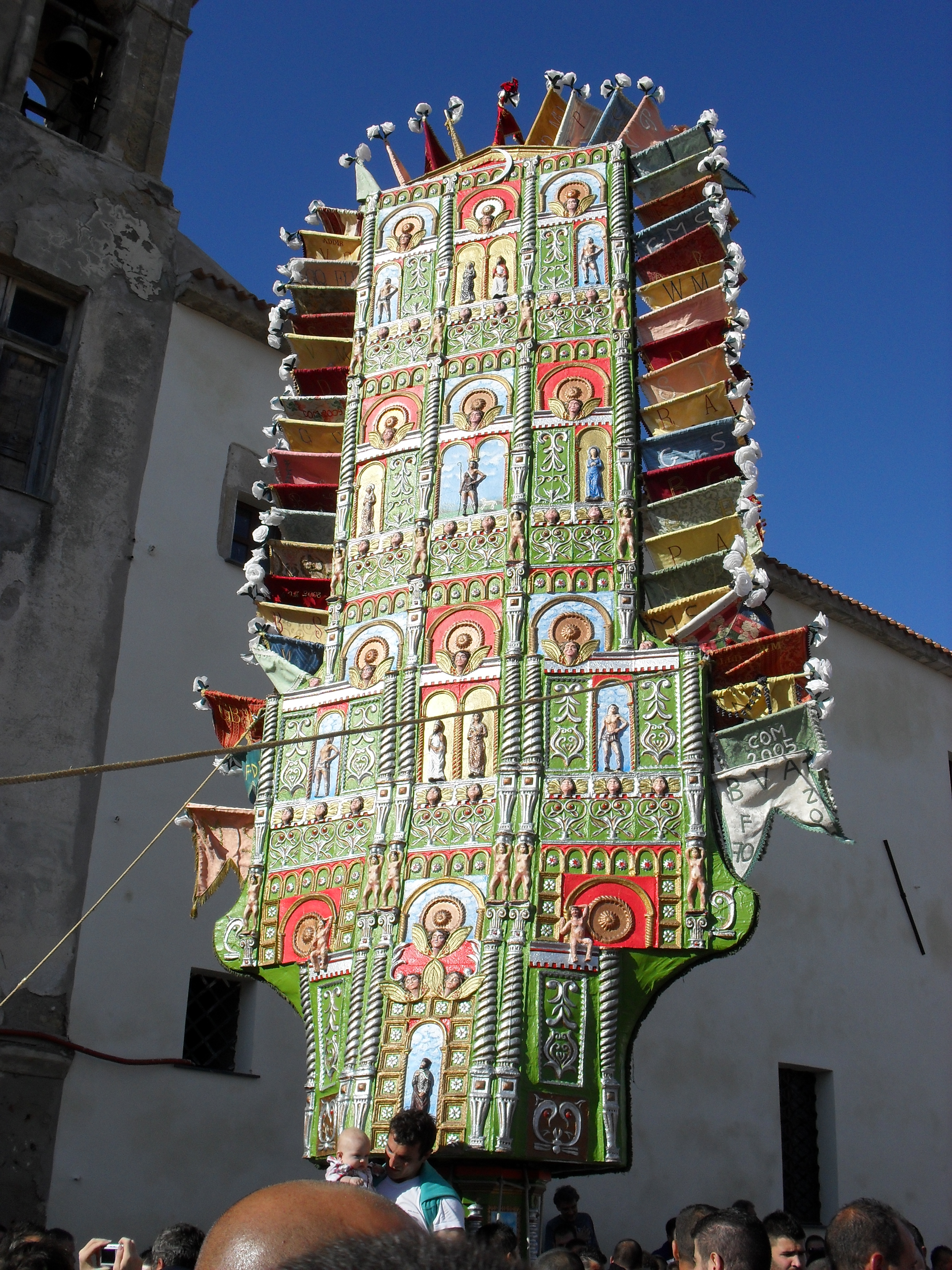
candeliere pastori

Come a Sassari e negli altri luoghi dove si svolgono manifestazioni similari in Sardegna, anche a Nulvi ogni macchina a spalla rappresenta un'associazione corporativistica denominata Gremio, che in passato rappresentavano le associazioni dei lavoratori delle principali attività svolte. Nel caso nulvese ogni gremio (tre in tutto) è rappresentato da un colore che è anche il colore del suo candeliere:
- gli agricoltori (sos messajos): sono rappresentati dal colore giallo. Essi sono gli ultimi a scendere in processione e i primi a entrare in chiesa. Il loro candeliere viene posto al centro alle spalle della Vergine Assunta;
- gli artigiani (sos mastros): sono rappresentati dall'azzurro. Scendono ed entrano per secondi ponendosi alla destra della Vergine Assunta;
- gli allevatori (sos pastores): sono rappresentati dal verde. Aprono la sfilata ed entrano in chiesa per ultimi sistemandosi alla sinistra della Vergine Assunta.

## I candelieri
I candelieri come precedentemente accennato sono tre e i colori si differenziano a seconda del gremio di appartenenza.
Si differenziano dagli altri ceri della provincia di Sassari (ma anche da quelli di Iglesias) per alcune caratteristiche. L'altezza della struttura innanzitutto arriva a toccare gli 8-9 metri, questo perché oltre al classico schema base-colonna-capitello (detto fuso) ai candelieri di Nulvi è sovrapposta una imponente struttura detta tabernacolo di cartapesta e canne decorata con fiori, santi e angioletti. Ai lati di questo, sono collocate le bandierine rappresentanti gli obrieri della festa degli anni precedenti quella in corso. Il peso è di circa 8-9 quintali e vengono trasportati da 16 uomini più coloro che reggono le funi.

## Percorso
Nel pomeriggio del 14 agosto ha inizio il percorso della festa che parte dalla chiesa di San Filippo Neri dove i candelieri vengono conservati durante l'anno fino alla via principale del paese dove i portatori sono benedetti dal parroco e dove si trovano i 3 obrieri. L'ultimo tratto del percorso denominato Sa falada de sos candeleris (la discesa dei candelieri) vede i portatori mettersi alla prova in esibizioni di abilità nel tratto più ripido del percorso.
L'ordine d'ingresso in parrocchia, dove con i candelieri rimarranno a contorno della Vergine Assunta dormiente fu stabilito da una lunga disputa che avvenne tra il 1844 e il 1848 che vide gli agricoltori aggiudicarsi l'ingresso per primi perché riconosciuti come gremio più antico, seguiti da artigiani e pastori (o allevatori).

## Galleria d'immagini

foto d'epoca candeliere agricoltori
foto d'epoca candeliere artigiani
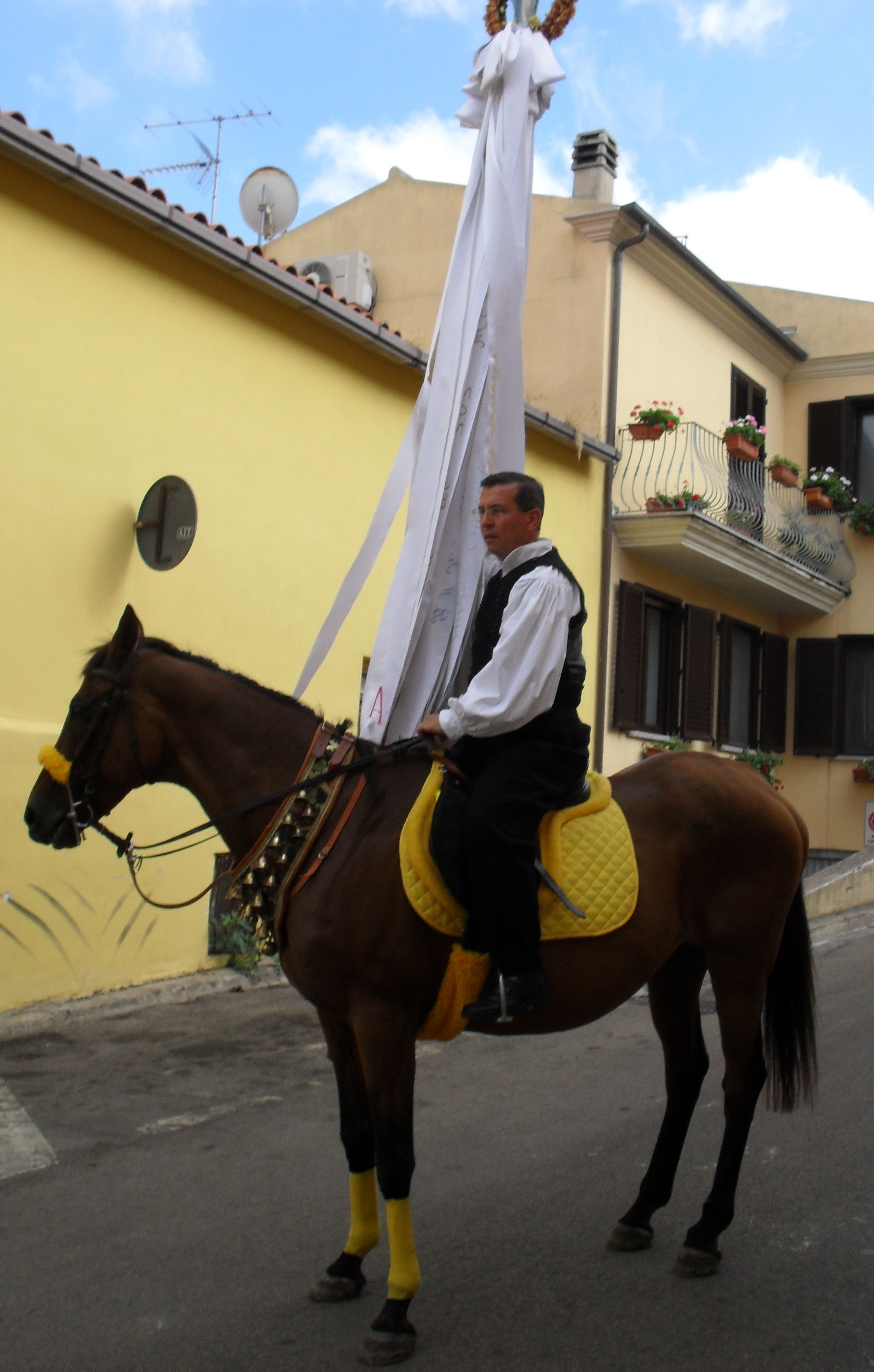
Bandiera di gremio
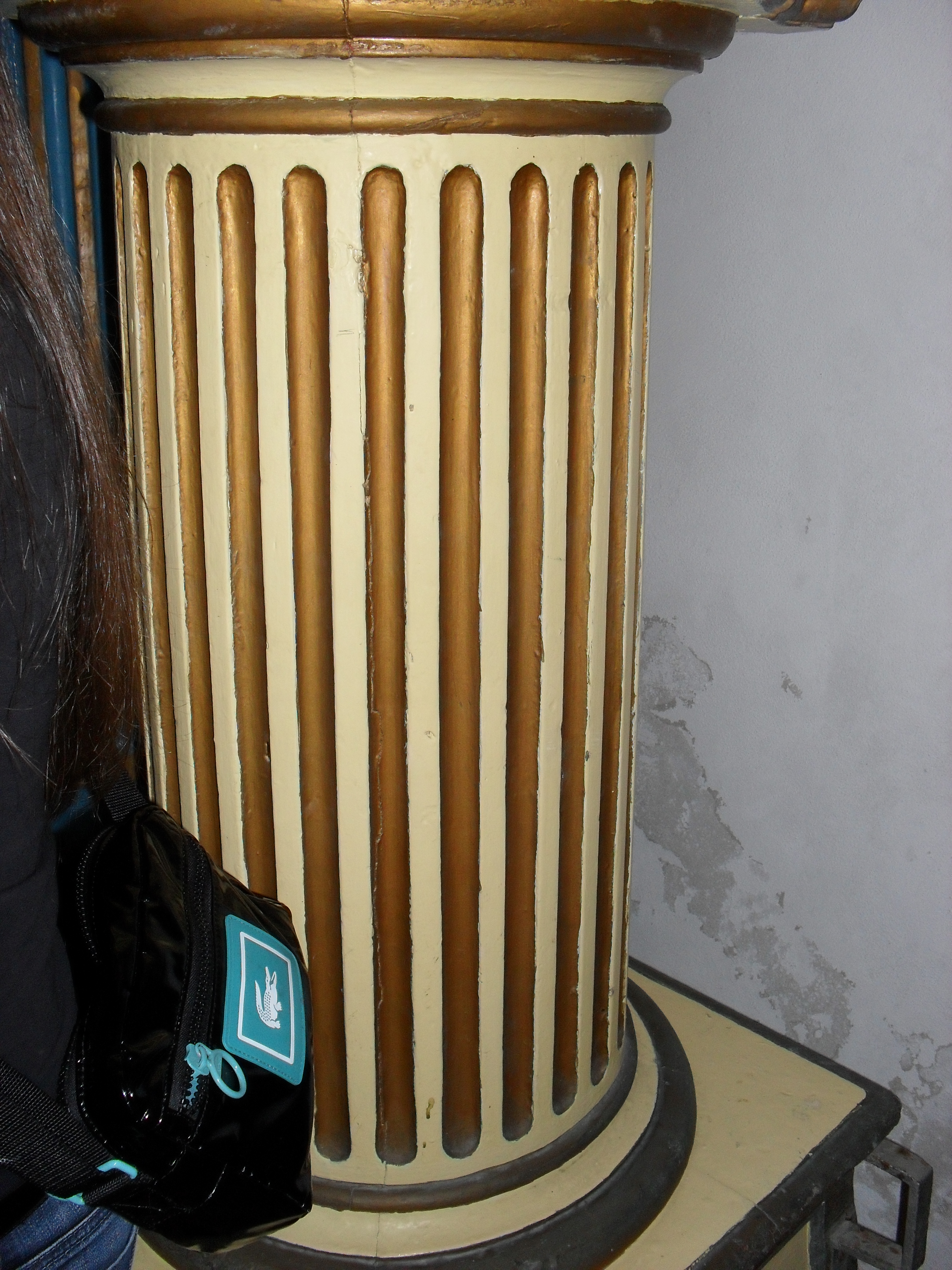
colonna del candeliere degli agricoltori
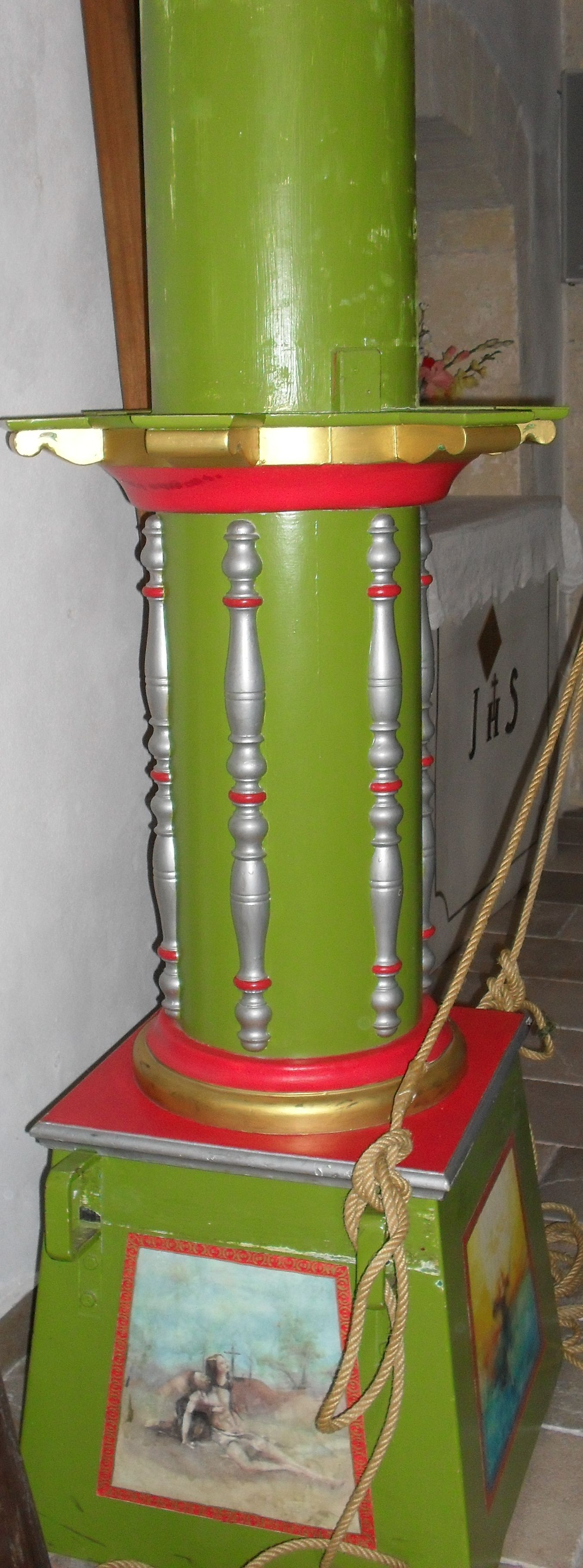
colonna del candeliere dei pastori
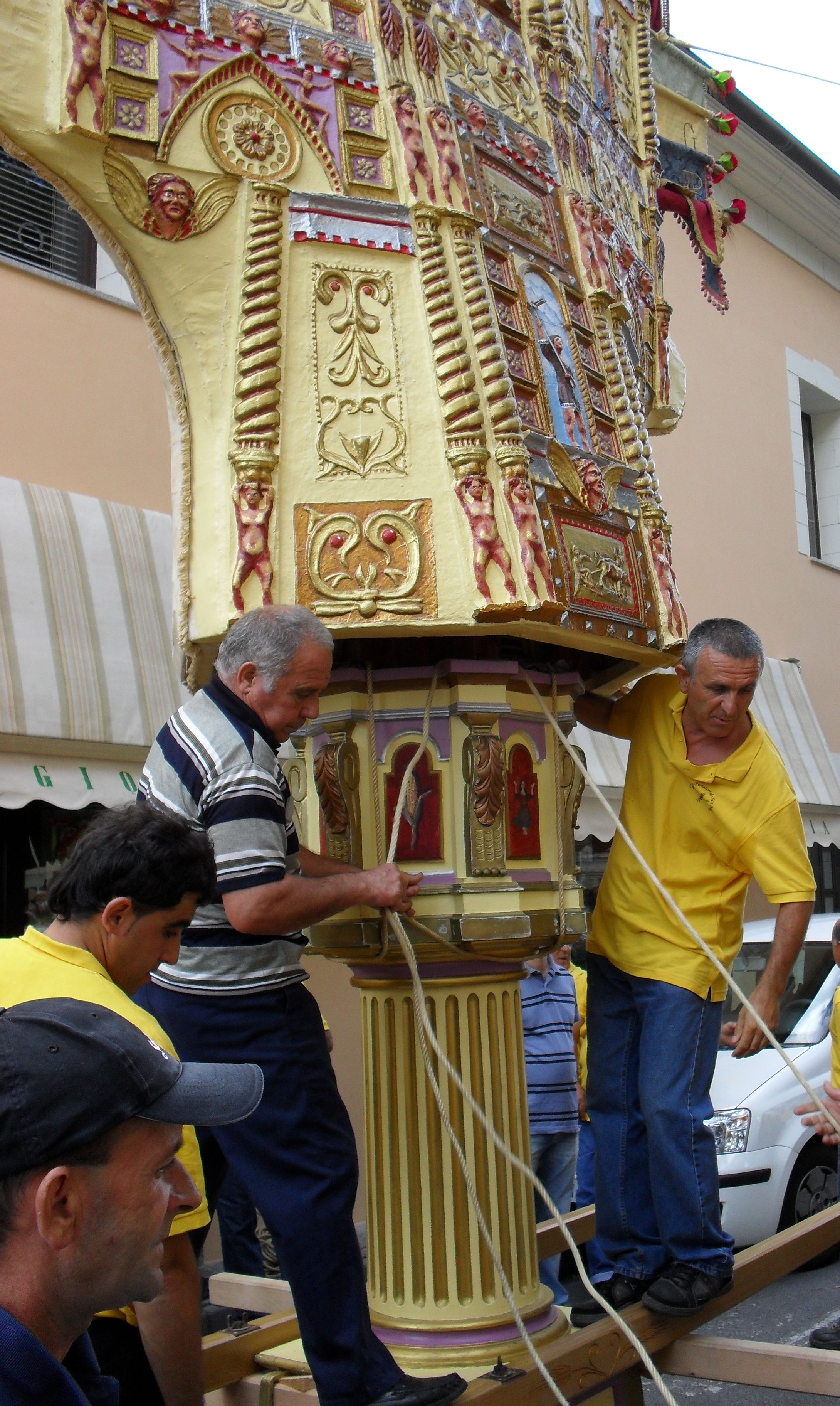
legatura del candeliere degli agricoltori
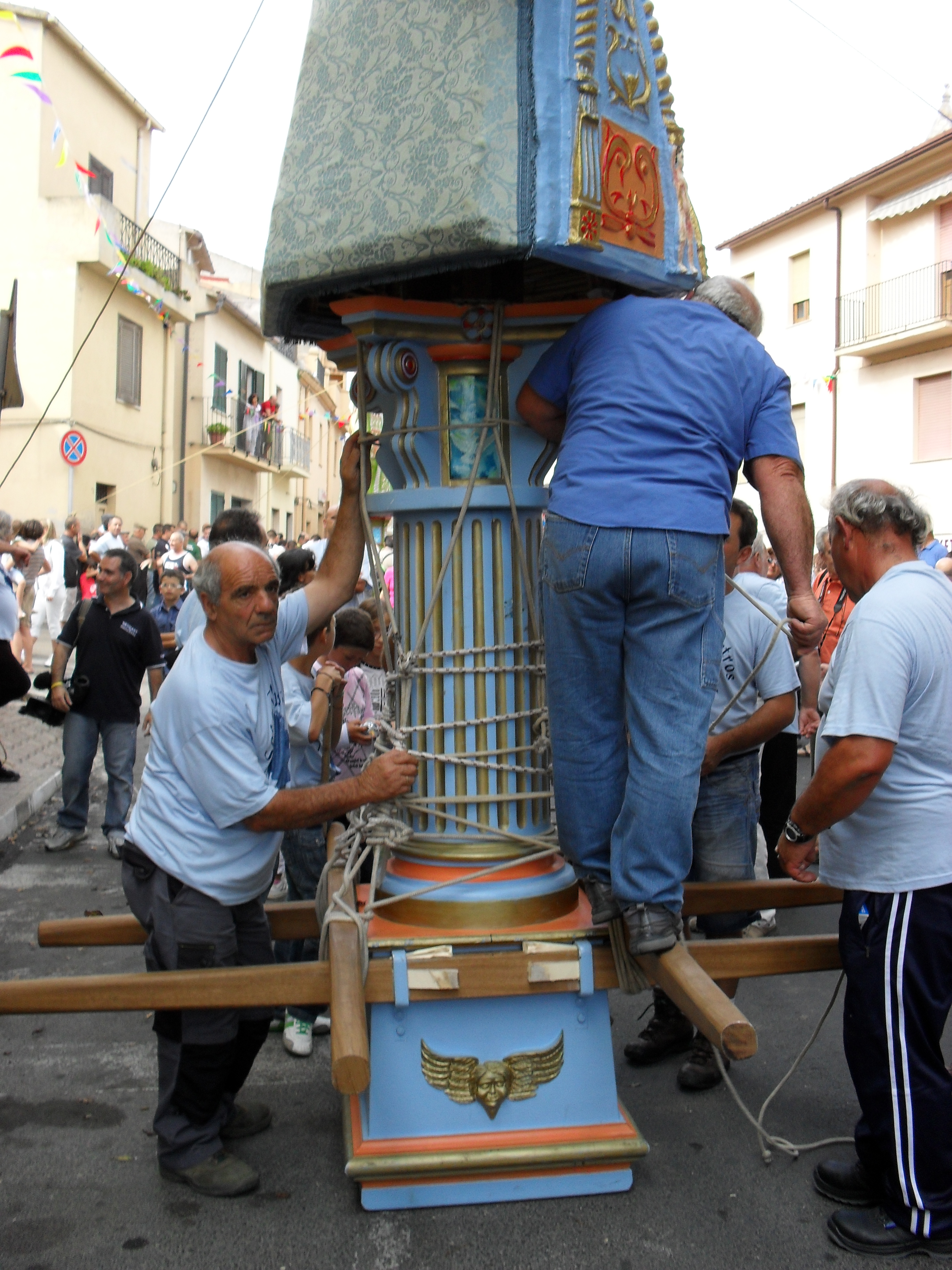
legatura del candeliere degli artigiani
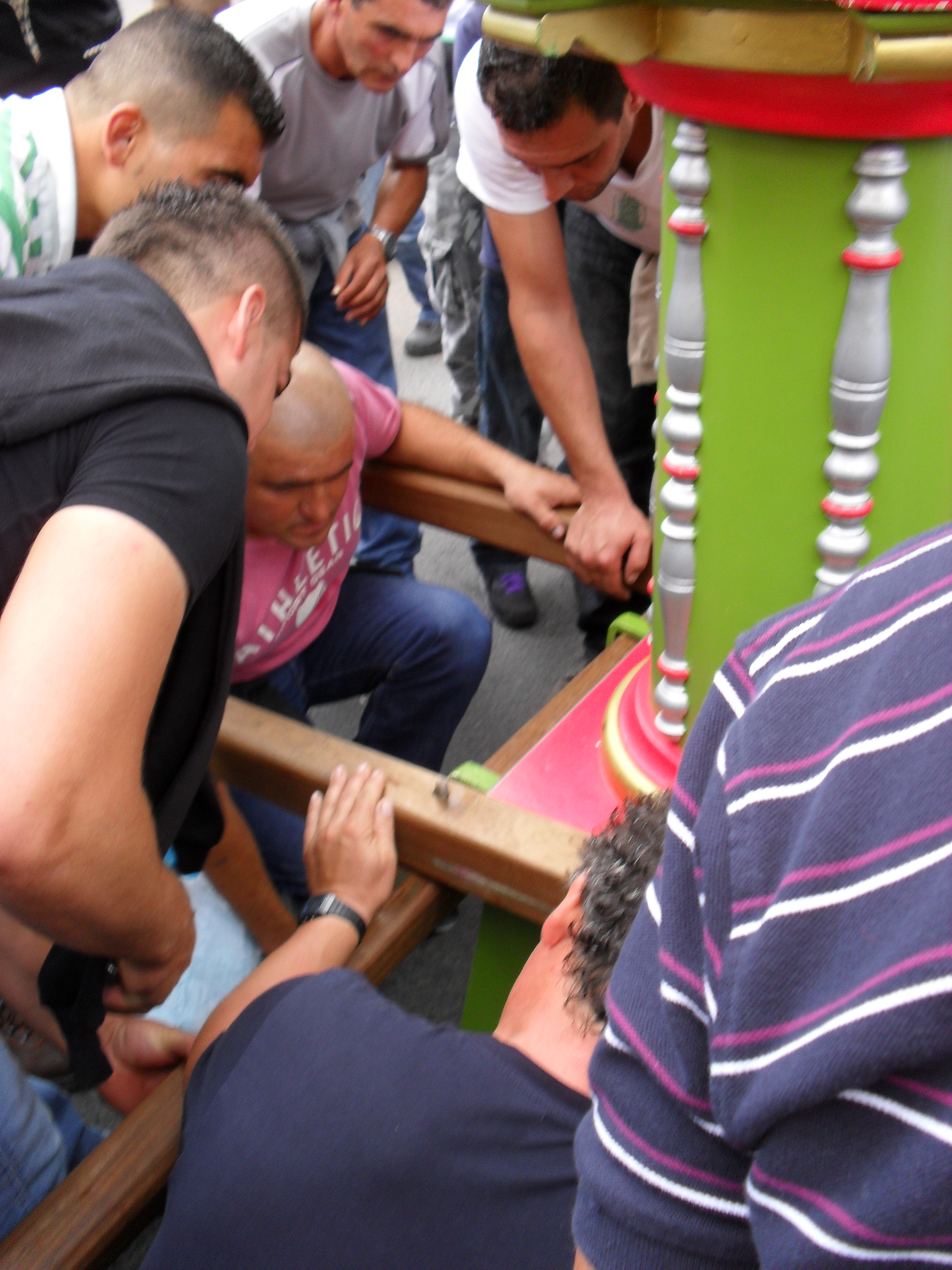
fissaggio stanghe del candeliere dei pastori
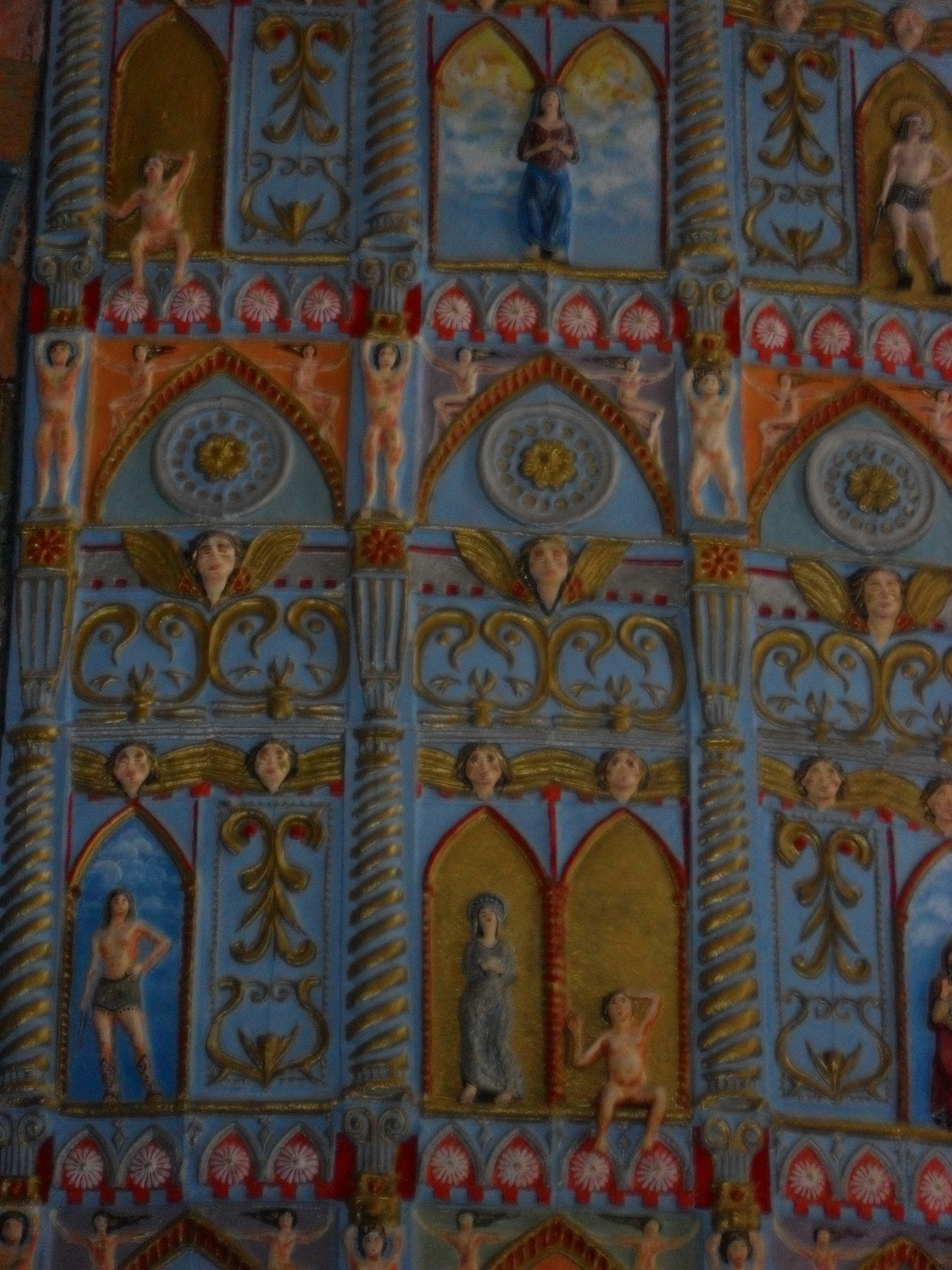
particolare del tabernacolo del candeliere degli artigiani
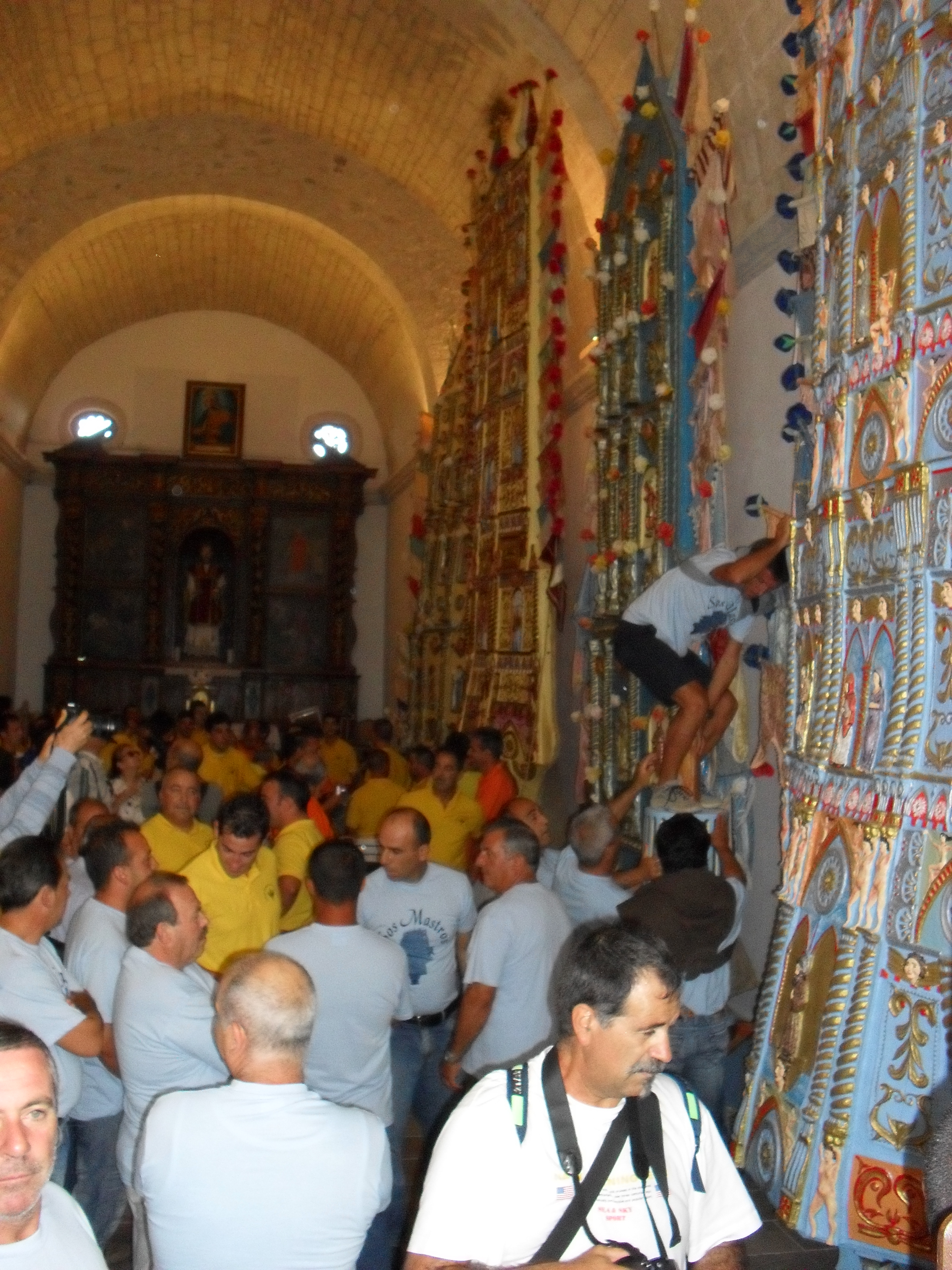
preparativi nella chiesa di San Filippo Neri
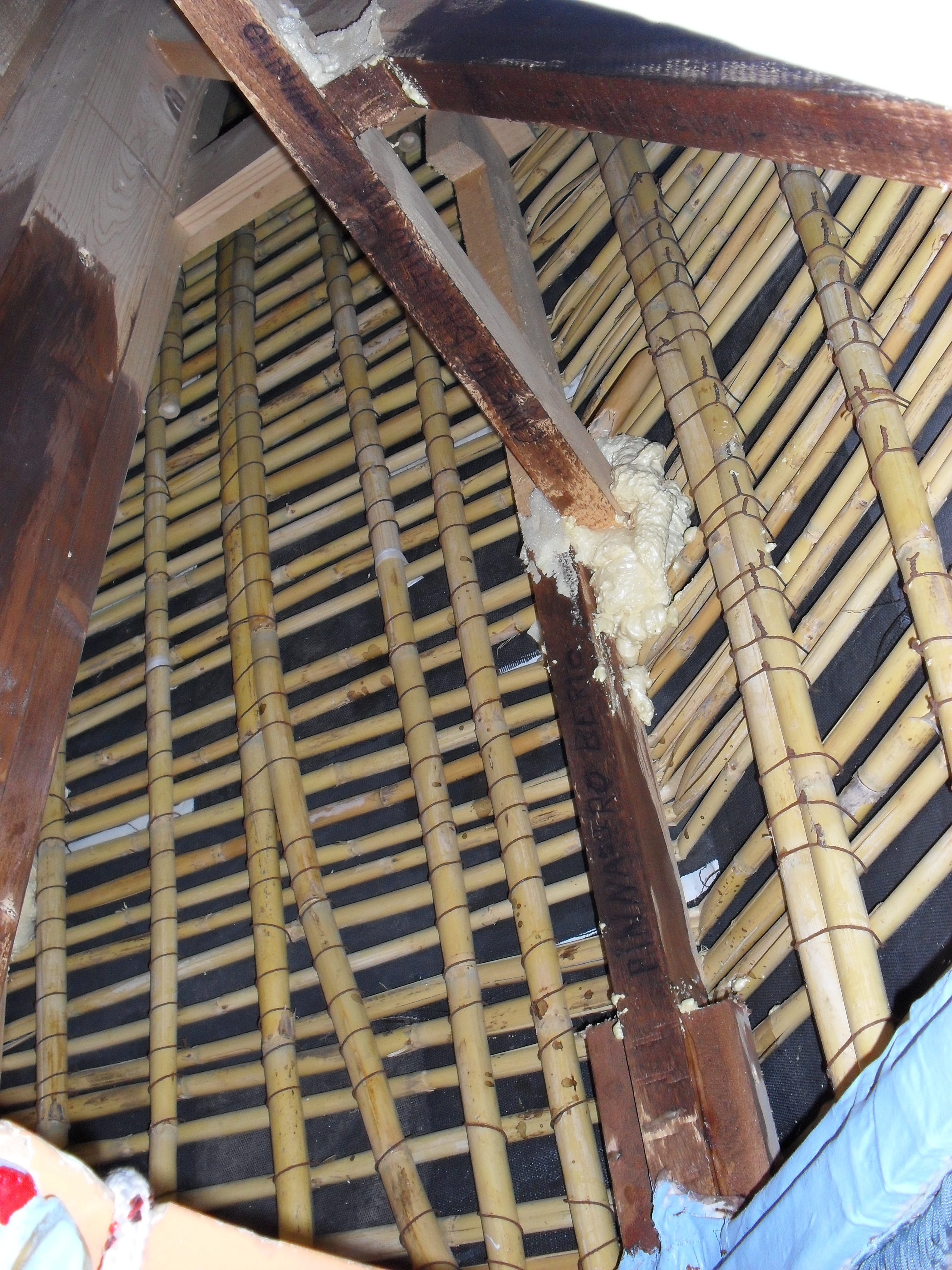
interno di canne e legno di un candeliere nulvese
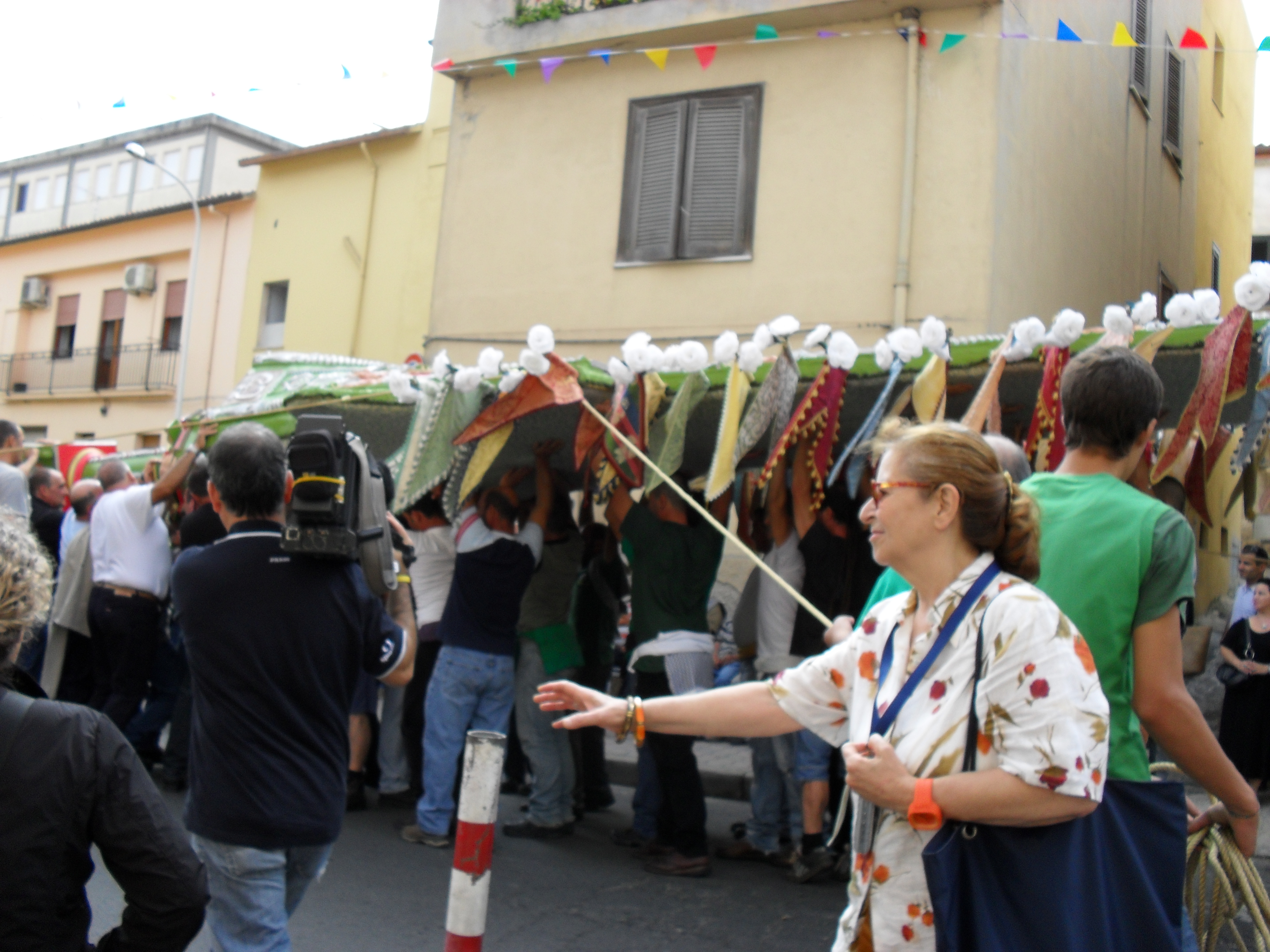
Sollevamento del candeliere dei pastori
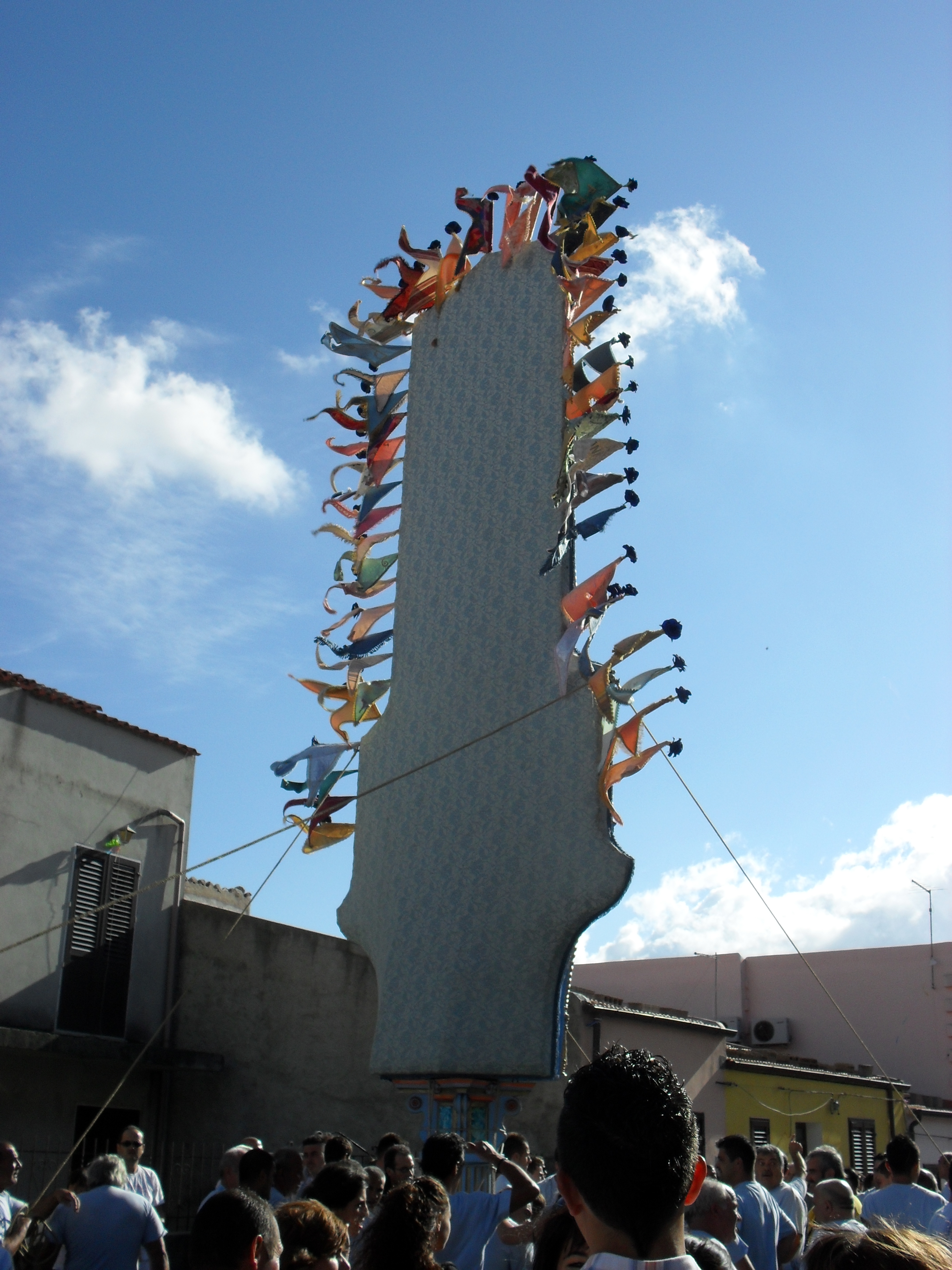
retro del candeliere degli artigiani
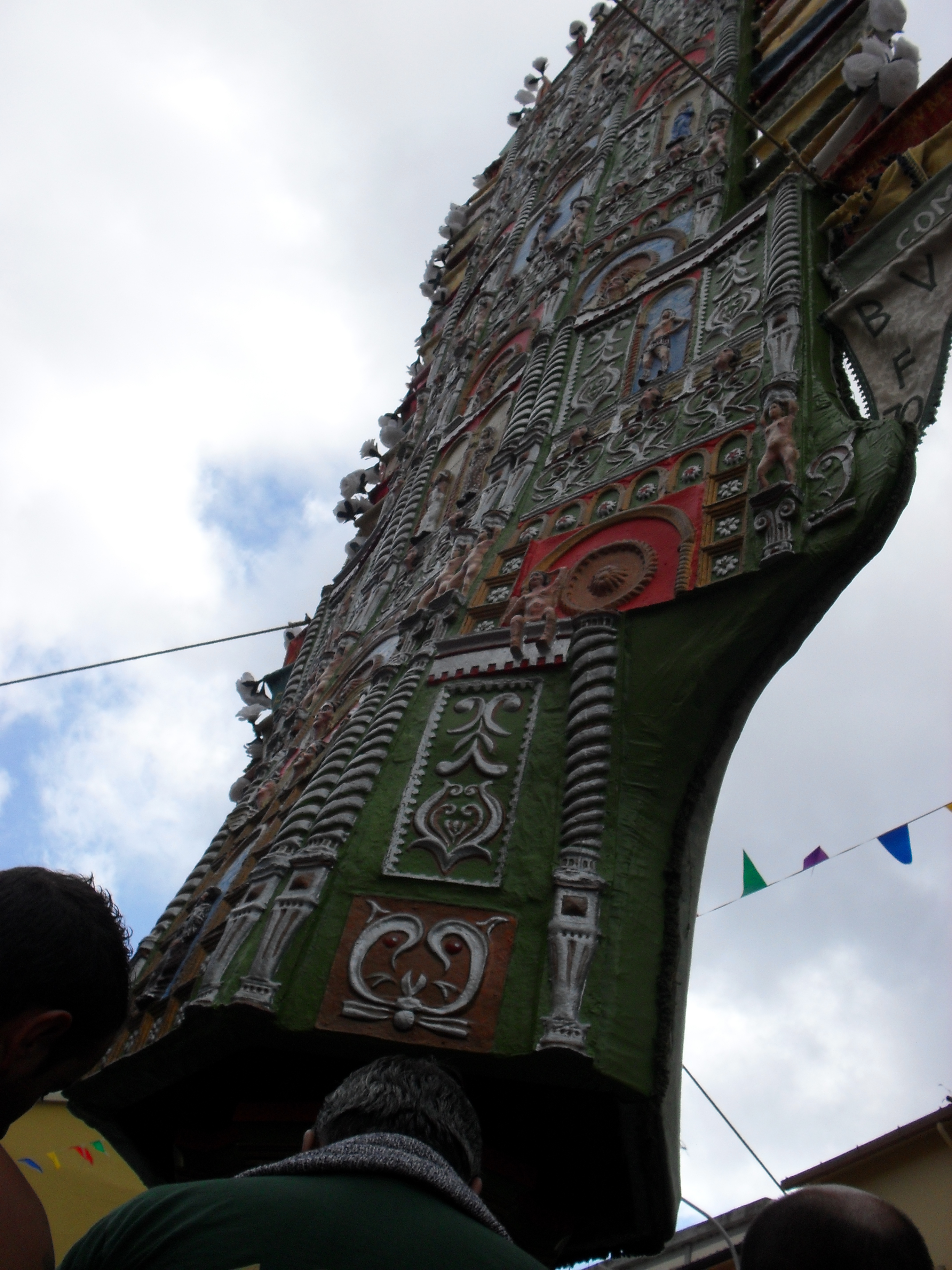
particolare candeliere pastori visto dal basso
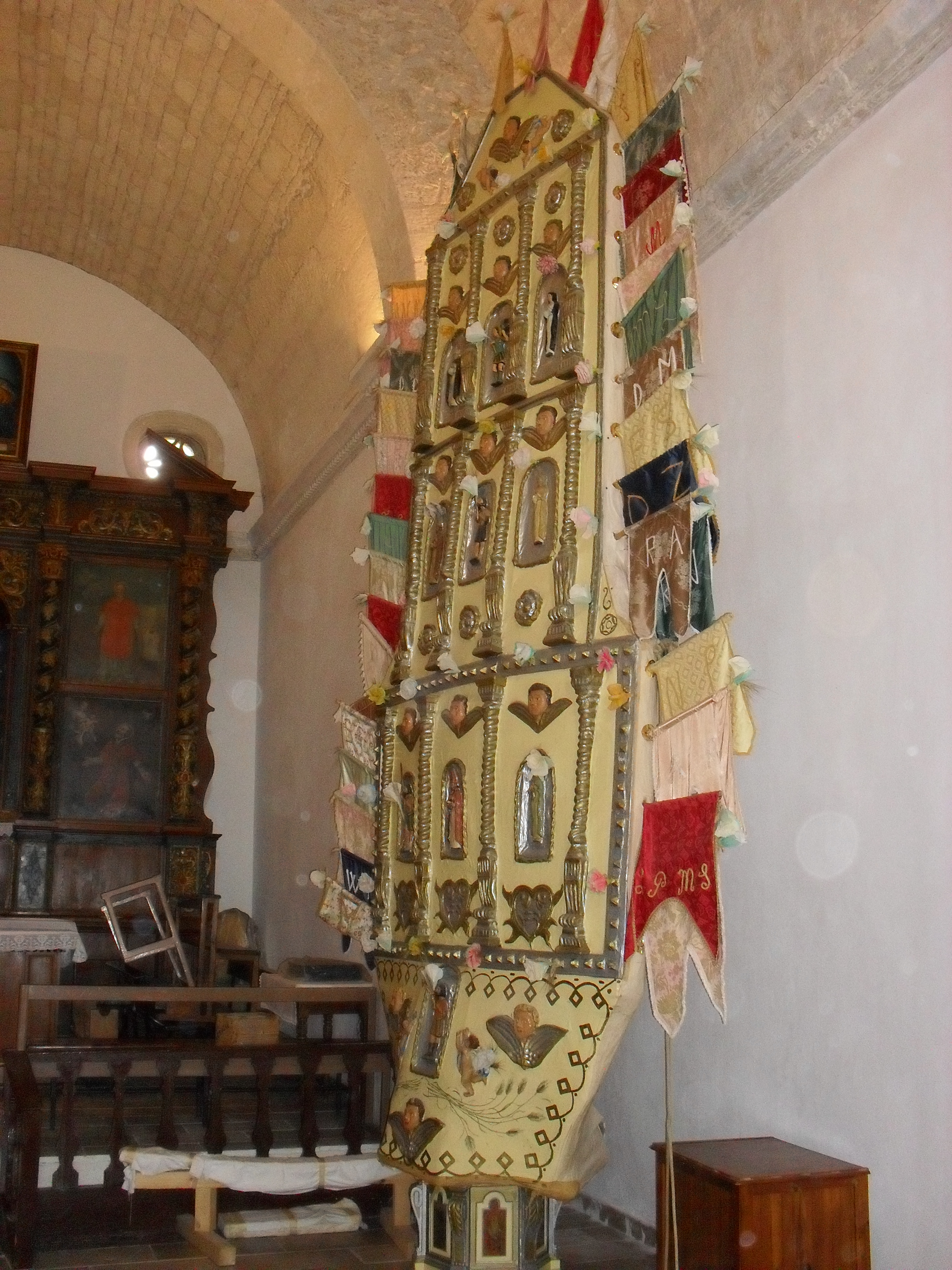
tabernacolo piccolo agricoltori non usato dal 2005
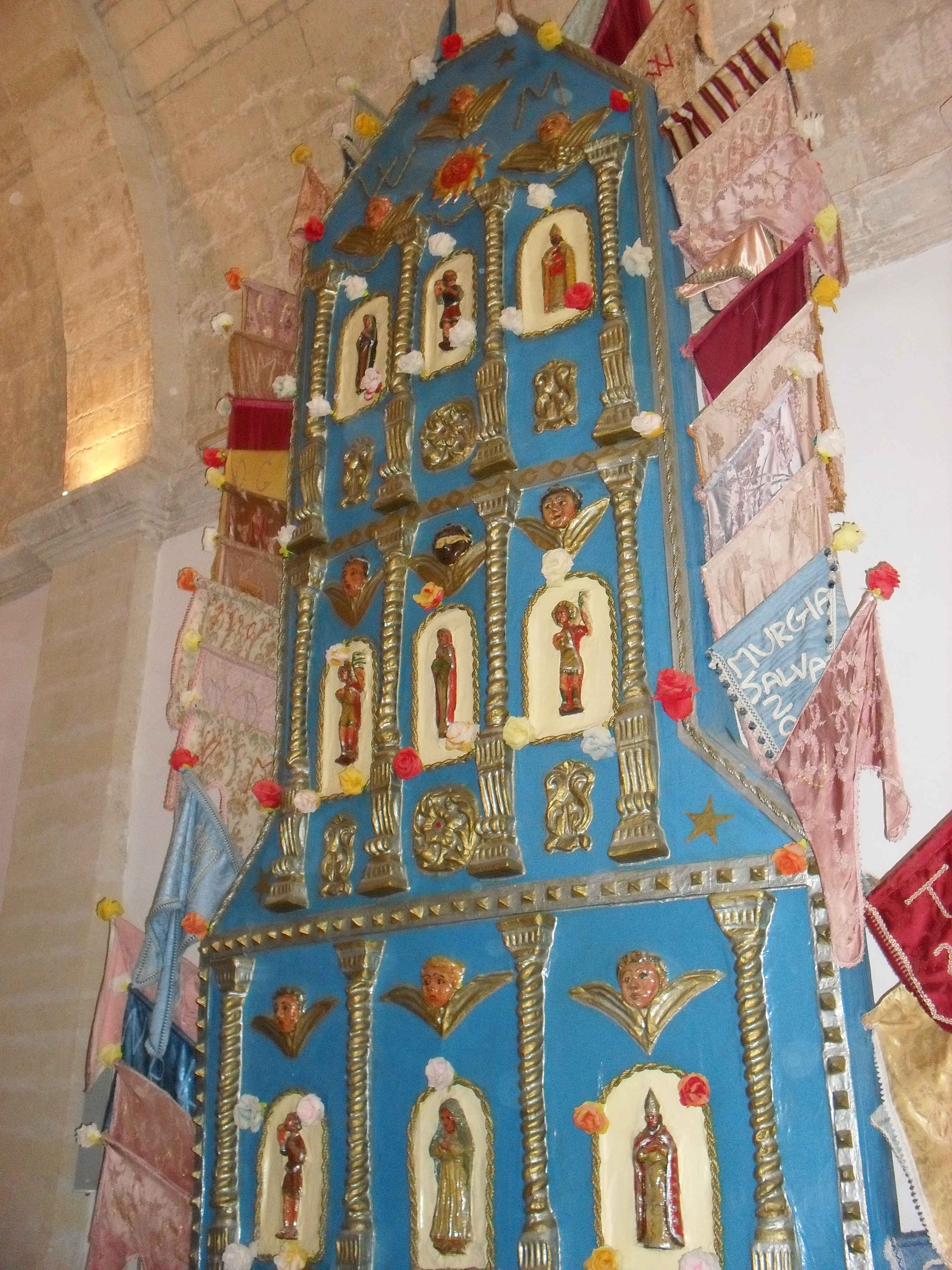
tabernacolo piccolo artigiani non usato dal 2005
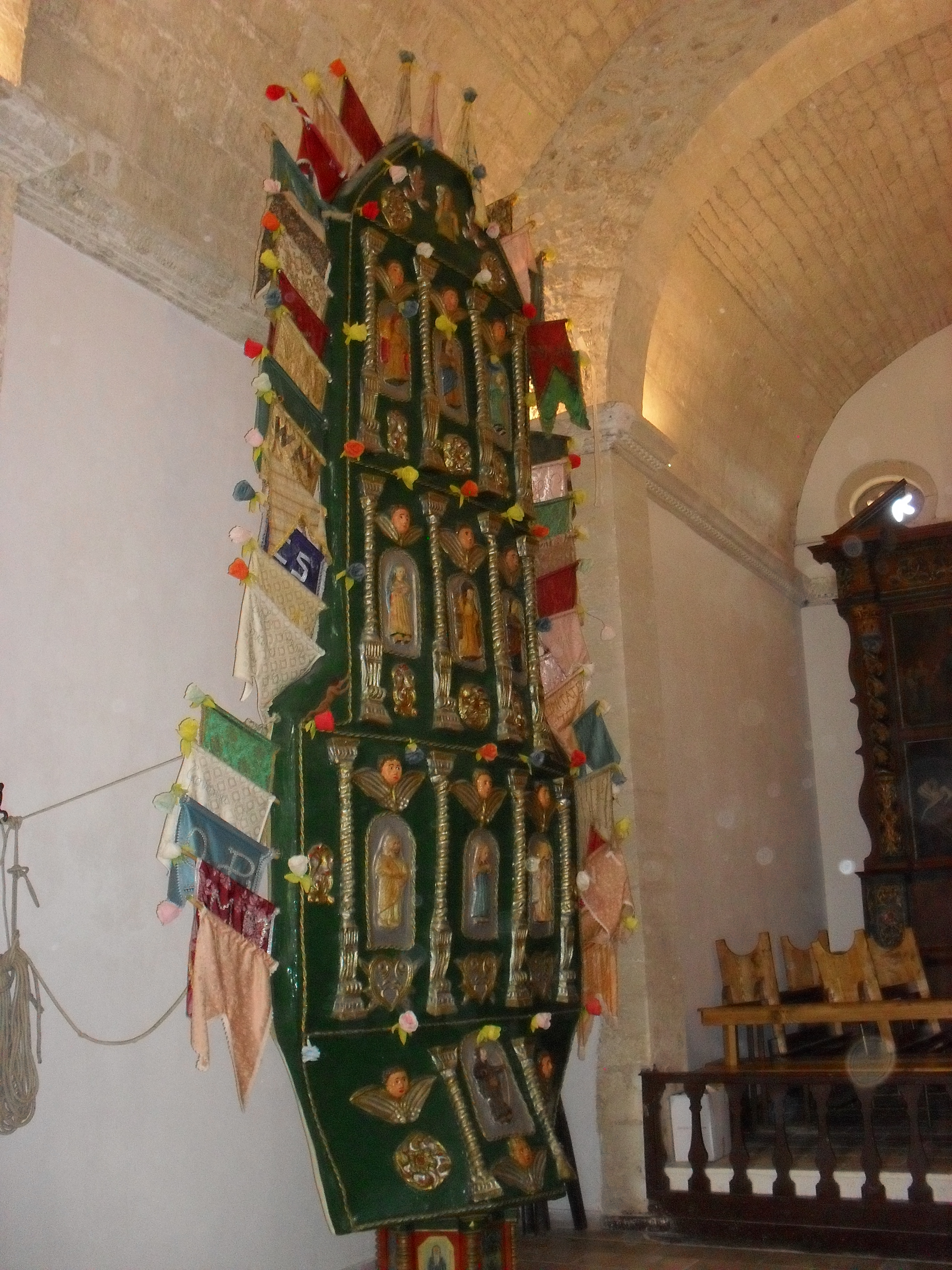
tabernacolo piccolo pastori non usato dal 2005